# 幻冬舎文庫
幻冬舎文庫（げんとうしゃぶんこ、英: Gentosha Bunko）は、株式会社幻冬舎が発行している文庫レーベル。1997年（平成9年）4月10日に創刊された。サブレーベルとして、幻冬舎アウトロー文庫や幻冬舎時代小説文庫や幻冬舎よしもと文庫がある。

## 概要
一挙に文庫本62点・350万部を同時刊行し、センセーショナルに創刊。この点数は前代未聞だった。横幅寸法を通常の文庫本より5mm小さくし、また独自の用紙を用い、活字のポイントを上げる（「5ミリ小さい、目にやさしい」）など、注目を集める要素をそろえた。創刊時のポスターやしおりには、幻冬舎代表取締役社長見城徹の言葉「新しく出ていく者が　無謀をやらなくて　一体何が変わるだろうか？」が入っていた。また創刊時の新聞広告には、荒海とその中を行く船のイラストレーションが入っていた。
2007年8月、幻冬舎文庫10周年記念イベント「心を運ぶ名作1500」が開催された。
2009年3月15日、吉本興業とタッグを組んだ幻冬舎よしもと文庫が創刊された。
2013年、幻冬舎創立20周年企画として、全国の読者が今一番面白い幻冬舎文庫を選ぶ企画「みんなの幻冬舎文庫」が開催された。第1位の作品には有川浩『植物図鑑』に決定した。
2015年、黒猫モンロヲが幻冬舎文庫のサポーターキャラクターとなる。
毎年、夏にフェア「幻冬舎文庫 心を運ぶ名作100。」を開催している。

## 創刊時ラインナップ
- Chage『月が言い訳をしてる』
- いとうせいこう『ワールドアトラス』
- もたいまさこ『猿ぐつわがはずれた日』
- よしもとばなな『マリカのソファー／バリ夢日記 世界の旅 1』
- カールスモーキー石井『アートの祭り』
- ビートたけし『顔面麻痺』
- ラース・フォン・トリアー『奇跡の海』
- リシャール・ボーランジェ『ブルース』
- 伊集院静『水のうつわ』
- 井沢元彦『洛陽城の栄光 信長秘録』
- 横森理香『東京スリーズ・ダウン』
- 夏坂健『されどゴルフ』
- 銀色夏生『恋が彼等を連れ去った』
- 狗飼恭子『おしまいの時間』
- 群ようこ『毛糸に恋した』
- 原田宗典『笑われるかも知れないが』
- 五木寛之『みみずくの散歩』
- 五木寛之『みみずくの宙返り』
- 高橋克彦『聖夜幻想 Early times』
- 桜井亜美『イノセントワールド』
- 三谷幸喜『オンリー・ミー 私だけを』
- 山川健一『カナリア』
- 山田詠美『24・7』
- 山田邦子『同窓会』
- 小室哲哉『With t vol.1 小室哲哉音楽対論』
- 小室哲哉『With t vol.2 小室哲哉音楽対論』
- 小室哲哉『With t vol.3 小室哲哉音楽対論』
- 小室哲哉『With t vol.4 小室哲哉音楽対論』
- 小林よしのり『小林よしのりの異常天才図鑑』
- 小林聡美『ほげらばり メキシコ旅行記』
- 清水ちなみ『OL委員会秘宝館』
- 清水義範『映画でボクが勉強したこと』
- 生江有二『竜二 映画に賭けた33歳の生涯』
- 青山圭秀『理性のゆらぎ』
- 石原慎太郎『風についての記憶』
- 泉麻人『C・ジャック』
- 浅田次郎『勝負の極意』
- 村上龍『五分後の世界』
- 村上龍『贅沢な恋人たち』
- 団鬼六、宮崎国夫『疾風三十一番勝負 真剣師小池重明』
- 団鬼六『真剣師小池重明』
- 中沢新一『リアルであること』
- 中島みゆき『金環蝕 夜会1992』
- 中島みゆき『邯鄲 夜会1991』
- 津本陽『剣に賭ける』
- 辻仁成『愛の工面』
- 田中康夫『いまどき真っ当な料理店 改訂版』
- 渡辺浩弐『1999年のゲーム・キッズ』
- 藤臣柊子『ひとりは楽しい！』
- 藤田宜永、小池真理子『夫婦公論』
- 藤堂志津子『私から愛したい。』
- 内館牧子『バスがだめなら飛行機があるさ』
- 乃南アサ『5年目の魔女』
- 比留間久夫『100%ピュア 下』
- 比留間久夫『100%ピュア 上』
- 峰隆一郎『幕末御用盗 人斬り多門』
- 北方謙三『約束』
- 木根尚登『天使の涙』
- 野島伸司『人間・失格 たとえばぼくが死んだら』
- 唯川恵『だんだんあなたが遠くなる』
- 梁石日『夜を賭けて』
- 連城三紀彦『明日という過去に』